# Wschodnia Obwodnica Kielc
Wschodnia Obwodnica Kielc (WOK) – planowana obwodnica omijająca od strony wschodniej miasto Kielce. Przebiegać ma na terenie gmin: Masłów, Kielce, Daleszyce i Morawica.

## Historia
Pierwsze koncepty budowy Wschodniej Obwodnicy Kielc miały już miejsce w latach 80. XX wieku. Projekt był jednak odkładany w czasie, co uniemożliwiło jego realizacji przez następne 40 lat. Znaczący postęp miał miejsce w 2021 roku, kiedy to ogłoszono wspólny przetarg miasta Kielce i Świętokrzyskiego Zarządu Dróg Wojewódzkich na zaprojektowanie obwodnicy. Ostatecznie projektowanie obwodnicy trwało ponad 2 lata, po których ogłoszono konsultacje społeczne w sprawie wyboru jednego z trzech wariantów przebiegu drogi. Warianty spotkały się ze znacznym sprzeciwem społeczności, co ostatecznie doprowadziło do wycofania się ŚZDW z inwestycji. 8 maja 2025 roku Rada Miasta Kielce przyjęła rezolucję, w której zwracają się o dodanie Wschodniej Obwodnicy Kielc (jako S73 lub razem z Południową Obwodnicą Kielc jako S46) w programie Budowy Dróg Krajowych i Autostrad. Na początku lipca 2025 roku został powołany zespół, którego celem jest wytyczenie nowych wariantów dla Wschodniej Obwodnicy Kielc. W jego skład weszli m.in. przedstawiciele miasta Kielce, GDDKiA, Politechniki Świętokrzyskiej i Regionalnej Dyrekcji Ochrony Środowiska.

## Warianty przebiegu
Pod koniec 2023 roku ogłoszone zostały 3 warianty przebiegu Wschodniej Obwodnicy Kielc:
- wariant I zakłada rozpoczęcie obwodnicy na granicy Kielc i gminy Morawica (Dyminy-Wieś) poprzez połączenie obecnego przebiegu DK73 z obwodnicą węzłem typu WA; następnie trasa miałaby omijać Dyminy-Granice od południa oraz przecinać Borki i Mójczę (po drodze zaplanowano węzeł na przecięciu z DW764); za Mójczą planowany jest zakręt i ominięcie Domaszowic Wikaryjskich od wschodu wraz z węzłem ze starodrożem DK74, po którym trasa przecięłaby się z trasą S74 bezkolizyjnym węzłem, a następnie Domaszowice Rządowe, po czym połączyłaby się z obecną DK73 na wschód od centrum handlowego i kortów tenisowych; północny fragment obwodnicy miałby biec obecną drogą DK73, która wymagałaby poszerzenia oraz wybudowania węzła na przecięciu z DW745 i DW762;
- wariant II różni się od I zmianą typu węzła w Dyminach z WA na WB, ominięciem Mójczy od północy oraz ominięciem Domaszowic Rządowych od zachodu;
- wariant III różni się od I ominięciem Domaszowic Rządowych od wschodu oraz wybudowaniem równoległej drogi do obecnej ul. Radomskiej do wysokości planowanego węzła z DW745 i DW762.

## Kontrowersje
Przedstawione w konsultacjach społecznych warianty przebiegu Wschodniej Obwodnicy Kielc spotkały się ze sprzeciwem licznych grup społecznych. Protestowali przede wszystkim mieszkańcy Domaszowic Rządowych, którzy wskazywali na konieczność wyburzenia znacznej części miejscowości pod budowę drogi. Podobny los (w zależności od wariantu) mógłby spotkać również ogródki działkowe położone na granicy Kielc i gminy Masłów. Ponadto, podnoszony jest problem zbyt bliskiej odległości obwodnicy od samego miasta.